# Jaragua serranus
Jaragua serranus är en insektsart som beskrevs av Perez-gelabert, Dominici och Hierro 1995. Jaragua serranus ingår i släktet Jaragua och familjen Pyrgomorphidae. Inga underarter finns listade i Catalogue of Life.